# كين وايت
كين وايت (بالإنجليزية: Kenneth George Wyatt)‏ هو موظف مدني وسياسي أسترالي، ولد في 4 أغسطس 1952 في بانباري في أستراليا. حزبياً، نشط في الحزب الليبرالي الأسترالي. وقد انتخب عضو مجلس النواب الأسترالي عن دائرة Division of Hasluck ‏ (21 أغسطس 2010 – ).

## وصلات خارجية
- الموقع الرسمي